# Dinastía XIX de Egipto

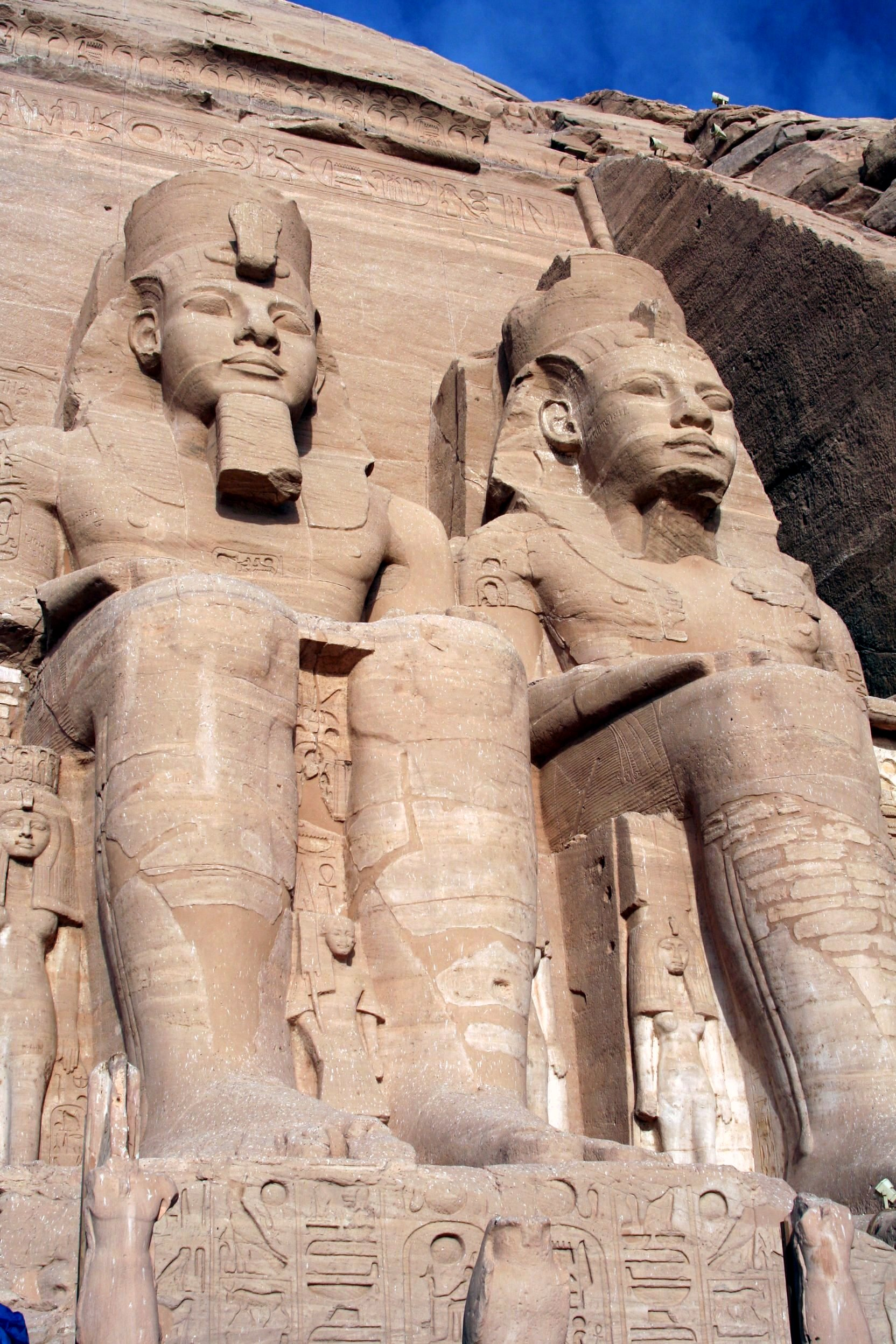
Ramsés II en Abu Simbel.

La Dinastía XIX de Egipto la componen los faraones del Imperio Nuevo que gobernaron el país de 1295 a 1186 a. C., aproximadamente. Fueron los sucesores de la importantísima Dinastía XVIII y, con mayor o menor éxito, trataron de cambiar la situación del país a como era en tiempos de Amenofis III y sus predecesores.
Al periodo histórico que comprende las dinastías XIX y XX se le suele denominar época ramésida, por el nombre de sus más importantes faraones.

## Faraones de la dinastía XIX
Hay un total de ocho reyes en esta dinastía, aunque solo destacaron los cuatro primeros. Después, la monarquía egipcia comenzaría a perder poder e influencia internacional. Nunca más recuperaría aquella situación privilegiada.
Los nombres que figuran a continuación son los helenizados, los más comunes, seguidos de las transcripciones en castellano de sus títulos: el Nombre de Trono o de Nesut-Bity, y el Nombre de Nacimiento o de Sa-Ra, los más utilizados por estos faraones en inscripciones y monumentos.
Ramsés I, Menpehtyra Ramsés
Chaty (visir) del último faraón de la Dinastía XVIII, Horemheb. Siguió todos sus preceptos y continuó la lucha en la frontera siria. Gobernó cuando era de avanzada edad, y solo reinó un año y cuatro meses. Por ello eligió como corregente a su hijo y futuro sucesor para asegurar mejor los cimientos de la nueva dinastía.
Seti I, Menmaatra Sethy
Hijo del anterior. Es uno de los grandes faraones de la historia, y sus 16 años de reinado sirvieron para recuperar la mayoría de las colonias perdidas por Ajenatón. También fue una época de grandes construcciones, como el fabuloso templo de Abidos. Egipto recuperó gran parte del oro perdido.
Ramsés II, Usermaatra Ramsés
Hijo del anterior, uno de los faraones más famoso de la Historia Egipcia. Tuvo un reinado excepcionalmente largo (67 años). A lo largo de su larga vida luchó para que Egipto mantuviera su imperio. En la célebre Batalla de Kadesh contra los hititas que acabó en tablas, firmó un buen tratado de paz, finalizando así una enemistad que duraba siglos. Fue el monarca que más actividad constructora registró, ampliando como nunca todos los templos del país, y creando algunos más, como el bello Abu Simbel, incluso fundando una nueva capital en el Delta, Pi-Ramsés. No obstante fue un Rey que a medida que avanzaba su largo reinado se alejaba cada vez más de los asuntos de estado. Egipto necesitaba líderes con mano firme, pero en su lugar tenían a un Ramsés ya anciano y su sucesor Merenptah era ya de edad avanzaba cuando se coronó faraón. Con la muerte de este último se inicia el proceso al tumultuoso Tercer periodo intermedio de Egipto. 
Merenptah, Baenra Merenptah
El largo reinado de su padre hizo que llegara al poder, ya que sus hermanos mayores habían muerto, y subió al trono demasiado mayor.  Intentó mantener la situación, más o menos próspera. Gobernó unos diez años, en los que hubo la primera oleada de ataques de los Pueblos del mar, que solo a duras penas consiguió rechazar. 
Amenmeses, Menmira Amenmeses
Hijo o nieto del anterior. Se sabe que reinó en torno a cuatro años, pero parece ser que fue un usurpador del legítimo rey, y que gracias a la connivencia de los sacerdotes de Amón en Tebas, tuvo gran influencia por todo el Alto Egipto. Comienza a perder poder la dinastía.
Seti II, Userjeperura Sethy
Hijo de Merenptah y posible padre de Amenmeses. Gobernó por espacio de seis años, quizás algo más, y como el resto de reyes del final de esta dinastía, apenas salió de la capital Pi-Ramsés. En sus tiempos el Imperio Hitita comenzó a desmoronarse también, pero no hizo nada por su ahora aliado, y se cree que tenía bastantes problemas internos como para poder demostrar fortaleza de espíritu.
Siptah, Ajenra Siptah
Se desconoce su filiación. Quizás fuese hijo de Amenmose, pero se sabe que no fue un usurpador. Fue otro rey-niño, y como Tutankamón cien años antes, también fue manejado por alguien más poderoso que él que acabaría sucediéndole. Al parecer, sufría de una grave cojera en la pierna, lo que sin duda le incapacitó para ejercer eventuales acciones militares. Murió a causa de una enfermedad tras unos seis años de reinado.
Tausert, Sitra Tausert
Reina-faraón. Se estima que reinó en torno a ocho años, pero se ignora si se contabilizan los seis de corregencia con Siptah (parece ser que la hubo, como en el caso de Hatshepsut y Thutmose III). Ordenó destruir las referencias a Siptah y sustituyó en todos los textos su nombre por el de Sethy II, su difunto marido. En su época llegó la anarquía y se llega a hablar de un fantasmal faraón de presunto origen sirio.
El problemático reinado de Tausert fue bruscamente sustituido por la llegada de más sangre de origen ramésida con Sethnajt, fundador la dinastía XX. Sería la última y más débil de las casas reales del Imperio Nuevo, que veía acelerar su caída.

## Los faraones en los antiguos documentos
Nombres transcritos de los epítomes de Manetón y jeroglíficos coetáneos.
| Nombre común | Nombre de Nesut-Bity | Nombre de Sa-Ra | Sexto Julio Africano (Versión de Jorge Sincelo) | Eusebio de Cesarea (V. armenia y Sincelo) | Flavio Josefo (ver dinastía XVIII) | Periodo de reinado (± 50 años) |
| Ramsés I     | Menpehtyra           | Ramsés          | Rameses 1 (*)                                   | (omitido)                                 | Rameses 1 (*)                      | c. 1293 - 1291 a. C.           |
| Seti I       | Menmaatra            | Sethy           | Setos 51                                        | Setos 55                                  | (omitido)                          | c. 1291 - 1279 a. C.           |
| Ramsés II    | Usermaatra           | Ramsés          | Rapsakes 61                                     | Rampses 66 (**)                           | Rameses Miammun 66 (*)             | c. 1279 - 1213 a. C.           |
| Merenptah    | Baenra               | Merenptah       | Ammeneftes 20 (**)                              | Ammeneftis 40 (**)                        | Ammenofis 19 (*)                   | c. 1213 - 1202 a. C.           |
| Seti II      | Userjeperura         | Sethy           | Rameses 60                                      | (omitido)                                 | Setos 10 (*)                       | c. 1202 - 1195 a. C.           |
| Amenmeses    | Menmira              | Amenmeses       | Ammenemnes 5                                    | Ammenemes 26                              | (omitido)                          | c. 1200 - 1196 a. C.           |
| Siptah       | Ajenra               | Siptah          | (omitido)                                       | (omitido)                                 | (omitido)                          | c. 1195 - 1189 a. C.           |
| Tausert      | Sitra                | Tausert         | Tuoris 5 (El Polibo de Homero)                  | Tuoris 7 (El Polibo de Homero)            | (omitido)                          | c. 1195 - 1188 a. C.           |

- Nombre y número de años de reinado asignados (Dodson).
- Algunos epígonos de Manetón incluyen en la dinastía XVIII varios faraones de la dinastía XIX: 
  - Situado en la dinastía XVIII (*). Repetido en la dinastía XVIII (**).
- Referencias: W. G. Waddell: Manetho; Cambridge, 1940.

## Cronología de la dinastía XIX
Cronología estimada por los siguientes egiptólogos: 
| - Primer faraón: Ramsés I - 1315-1314 (Redford) - 1308-1307 (Gardiner) - 1307-1306 (Arnold) - 1306-1304 (Hornung) - 1305-1303 (O'Connor) - 1304-1303 (Parker) - 1298-1296 (Dodson) - 1295-1294 (Grimal, Málek, Shaw, Kitchen) - 1293-1291 (Murnane, Wente) - 1292-1290 (Krauss, Helck) - 1292-1290 (von Beckerath) | - Último faraón: Tausert - 1209-1201 (Redford) - 1198-1196 (Arnold) - 1196-1188 (Grimal) - 1194-1192 (Parker) - 1194-1186 (O'Connor) - 1193-1190 (Helck, Krauss) - 1189-1187 (Dodson) - 1188-1187 (Kitchen) - 1188-1186 (Málek, Shaw, Hornung) - 1186-1185 (von Beckerath) - 1185-1184 (Wente) |